# Harrejaure (Jukkasjärvi socken, Lappland)
Harrejaure är en sjö i Kiruna kommun i Lappland och ingår i Torneälvens huvudavrinningsområde. Sjön har en area på 1,9 kvadratkilometer och ligger 470 meter över havet. Harrejaure ligger i Rautas fjällurskog Natura 2000-område. Sjön avvattnas av vattendraget Harrejåkka.

## Delavrinningsområde
Harrejaure ingår i det delavrinningsområde (756258-167176) som SMHI kallar för Utloppet av Harrejaure. Medelhöjden är 520 meter över havet och ytan är 31,07 kvadratkilometer. Det finns inga avrinningsområden uppströms utan avrinningsområdet är högsta punkten. Harrejåkka som avvattnar avrinningsområdet har biflödesordning 3, vilket innebär att vattnet flödar genom totalt 3 vattendrag innan det når havet efter 447 kilometer. Avrinningsområdet består mestadels av skog (74 procent). Avrinningsområdet har 2,5 kvadratkilometer vattenytor vilket ger det en sjöprocent på 8,1 procent.